# フェリクス・ホフマン
- フェリクス・ホフマン
- フェリックス・ホフマン

フェリクス・ホフマン または フェリックス・ホフマン（Felix Hoffmann 1911年4月18日 - 1975年6月16日 ）は、スイスのグラフィックデザイナー、イラストレータ、アーティスト。

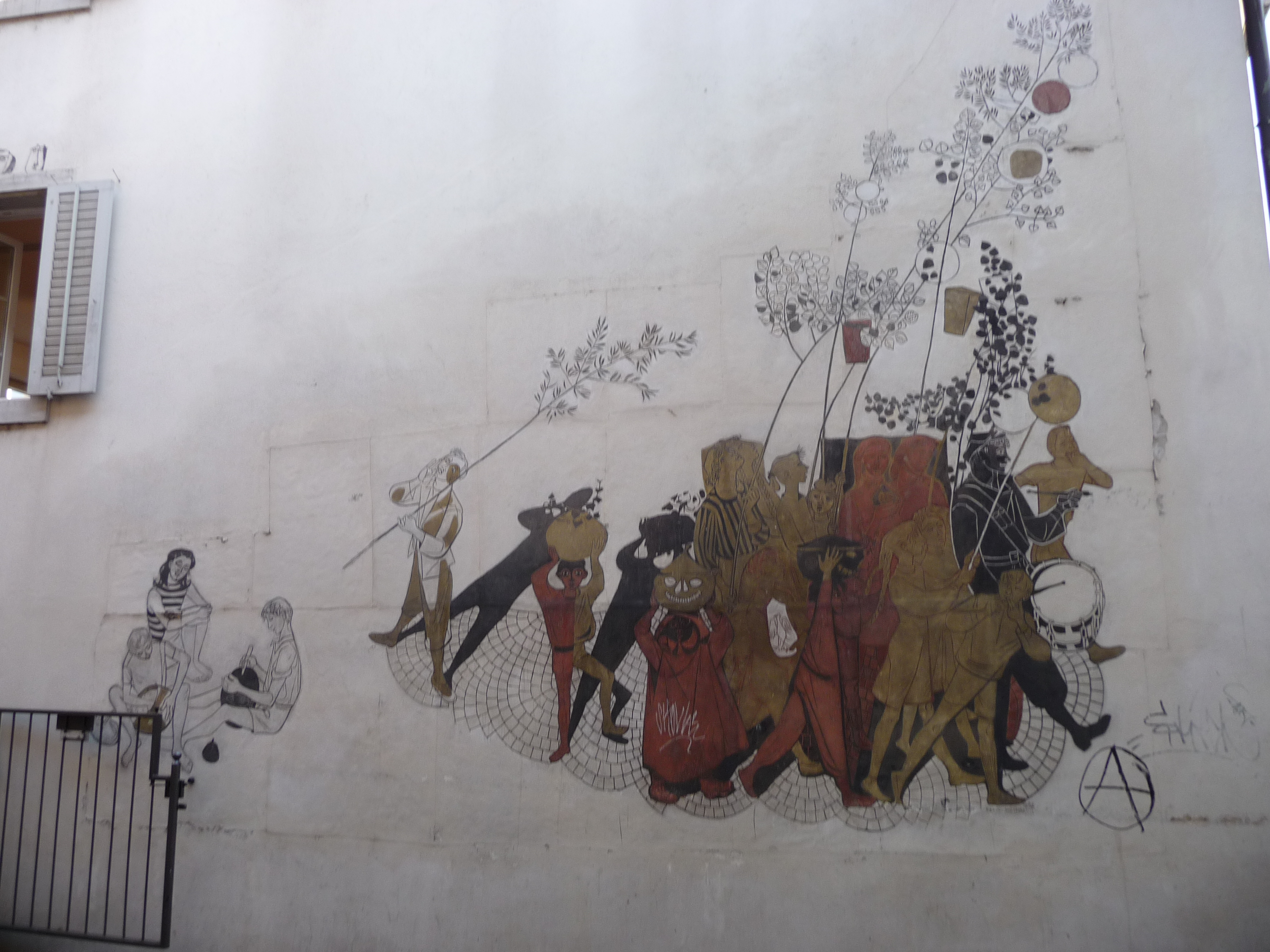
アーラウの古い粉ひき小屋"Bachfischet"のフレスコ画

スイスアールガウ州アーラウに生まれ、ステンドグラス、フレスコ画、エッチングのほか、たくさんの絵本や児童図書、文学の挿絵を作成した。その中にはトーマス・マン作『魔の山』の著者公認イラストも含まれる。

## 氏名の表記
ファミリーネーム "Hoffmann"
「ホフマン」の綴りは"Hoffmann"で、"f"と"n"は二つずつ。
ファーストネーム "Felix"
瀬田貞二翻訳によるねむりひめをはじめとする福音館の絵本では「フェリクス」、つぐみのひげの王さまなどペンギン社の絵本と『フェリックス・ホフマンの世界』（小さな絵本美術館）では「フェリックス」と表記されている。

## 生涯
1911年、スイスアールガウ州アーラウに生まれる。1931年高校卒業後、バーゼルの美術学校を経てドイツ、カールスルーエの州立美術学校で木版画とイラストを学び、ここで後に妻となるグレーテルと出会い婚約する。1932年には、アーラウの出版社ザウアーレンダー社からの依頼で子供の本の挿絵を描く仕事をしている。1933-34年、ベルリンの国立自由応用芸術学校で石版画や銅版画を学ぶ。
1935年、アーラウに帰郷し、アトリエを構えて作品の制作を行う傍ら、地元のアーラウ市立中学校で教師として週に数日、後には一日、美術を教える生活を始める（教師の仕事は1961年まで続けることになった）。ホフマンの仕事は、挿絵、壁画、版画など多彩である。1938年には友人の牧師から依頼されてルッバースヴィルの教会のステンドグラスを制作。こののち他の教会や公共建築のステンドグラス制作にも携わるようになる。
1936年に婚約者のグレーテルと結婚して1男3女に恵まれ、ホフマンは子どもらにお話をしてやる役目を楽しみ、教師の仕事や作品制作の傍ら、わが子や孫への贈り物として手描きの絵本も折々に作成した。三女のために「おおかみと七ひきのこやぎ」を描き（1945年）、その後、二女のために「ねむりひめ」を、長女には「ラプンツェル」、末っ子の長男には「七わのからす」、一人目の孫に「うできき四人きょうだい」、二人目の孫に「くまおとこ」という具合である。それらの絵本は当初は家族の中だけで読まれるだけだったが、1949年の『ラプンツェル』を皮切りに、他の絵本もおいおい出版されていった。1960年と1962年にアンデルセン・オナーリスト賞を受賞している。
日本では、1963年の『ねむりひめ』をはじめとして、ホフマンの絵本の翻訳が福音館書店やペリカン社から出版されている。絵本研究の第一人者であった瀬田貞二や、その影響を受けた福音館書店の松居直がホフマンを高く評価していたことは、日本でホフマンの絵本が広く長く読み継がれてきた一因であろう。ホフマン最後の絵本となったのは、松居直の依頼で制作した『クリスマスのものがたり』である。1975年、アーラウにて死去。

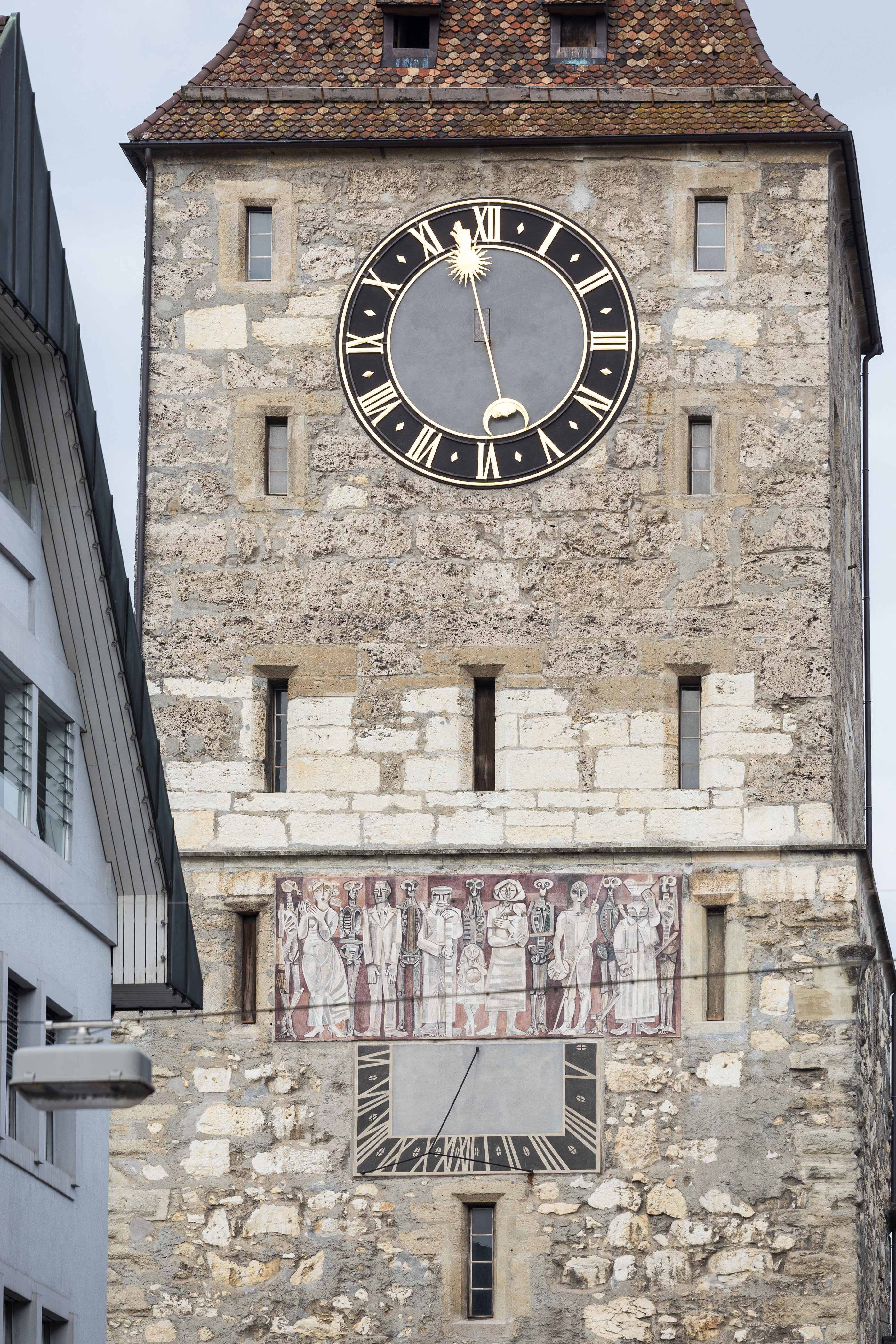
アーラウアッパー・タワーの壁画「死のダンス」（1966年）

没後の1985年にはザウアーレンダー社からホフマン挿絵による"Grimms Kinder- und Hausmarchen"全3巻が刊行され、翌1986年から1988年にかけて日本でも大塚勇三による翻訳で『グリムの昔話』全3巻として福音館書店から出版された。

## ステンドグラス
ホフマン作のステンドグラスがある教会
- de:Stadtkirche Aarau
- de:Reformierte Kirche Auenstein
- de:Reformierte Kirche Bözen
- de:Reformierte Kirche Kirchberg
- de:Reformierte Kirche Umiken
- Berner Münster (1943-46年)

ほか多数

## 著書
Felix Hoffmann: Retrospektive, Aargauer Kunsthaus Aarau. Sauerländer Verlag Aarau（ザウアーレンダー社） 1977, ISBN 3-7941-1637-2.

### 主な絵本
下は邦題
- Brüder Grimm, Rapunzel.
  - ながいかみのラプンツェル―グリム童話 (世界傑作絵本シリーズ)福音館書店
- Brüder Grimm, Der Wolf und die sieben Geisslein. 1956
  - おおかみと七ひきのこやぎ―グリム童話 (世界傑作絵本シリーズ―スイスの絵本)福音館書店
- Brüder Grimm, Dornröschen.
  - ねむりひめ―グリム童話 (世界傑作絵本シリーズ―スイスの絵本)福音館書店
- Brüder Grimm, Die sieben Raben.
  - 七わのからす―グリム童話 (世界傑作絵本シリーズ)福音館書店
- Brüder Grimm, König Drosselbart.
  - つぐみのひげの王さま―グリム童話 ペンギン社
- Brüder Grimm, Der Däumling.
  - おやゆびこぞう―グリム童話 ペンギン社
- Brüder Grimm, Hans im Glück.
  - しあわせハンス―グリム童話 (世界傑作絵本シリーズ)福音館書店
- Brüder Grimm, Der Bärenhäuter.
  - くまおとこ―グリムどうわより ベネッセ・コーポレーション
- Joggeli wott go Birli schüttle.
  - ヨッケリなしをとっといで―スイスのわらべうた 小さな絵本美術館 2000年
- "101 Grimm-Märchen"
- "Weihnachten"
  - クリスマスのものがたり (世界傑作絵本シリーズ―日本とスイスの絵本)福音館書店 1975年
- "Bilderbibel"
  - 聖書物語 日本基督教団出版局 1991年

- "Die vier kunstreichen Brüder", 1966
  - うできき四人きょうだい―グリム童話 (世界傑作絵本シリーズ)福音館書店 1983年
- フェリックス・ホフマンのカードブック 小さな絵本美術館 1998年
- フェリクス・ホフマン 編・画、大塚勇三 訳『グリムの昔話 1-3』福音館書店

など。

## 同姓同名の別人
- アスピリンの有効成分・アセチルサリチル酸の初合成に成功した科学者の名前も「フェリックス・ホフマン」である。